# نهر ایسارون
نهر ایسارون (عبری:  נחל עשרון) یک وادی و سکونت‌گاه مربوط به عصر نوسنگی در جنوب صحرای نگب در اسرائیل است که در ۳۵ کیلومتری شمال خلیج عقبه و ۵ کیلومتری غرب دره عربه قرار دارد. حفاری‌های باستان‌شناسی توسط آوی گوفر و نایجل گورینگ-موریس در سال‌های ۱۹۸۰ و ۱۹۸۱ وجود یک روستای باستانی متعلق به عصر نوسنگی پیش از سفال ب را نشان داد.